# サンタ・マリア・ノヴェッラ教会

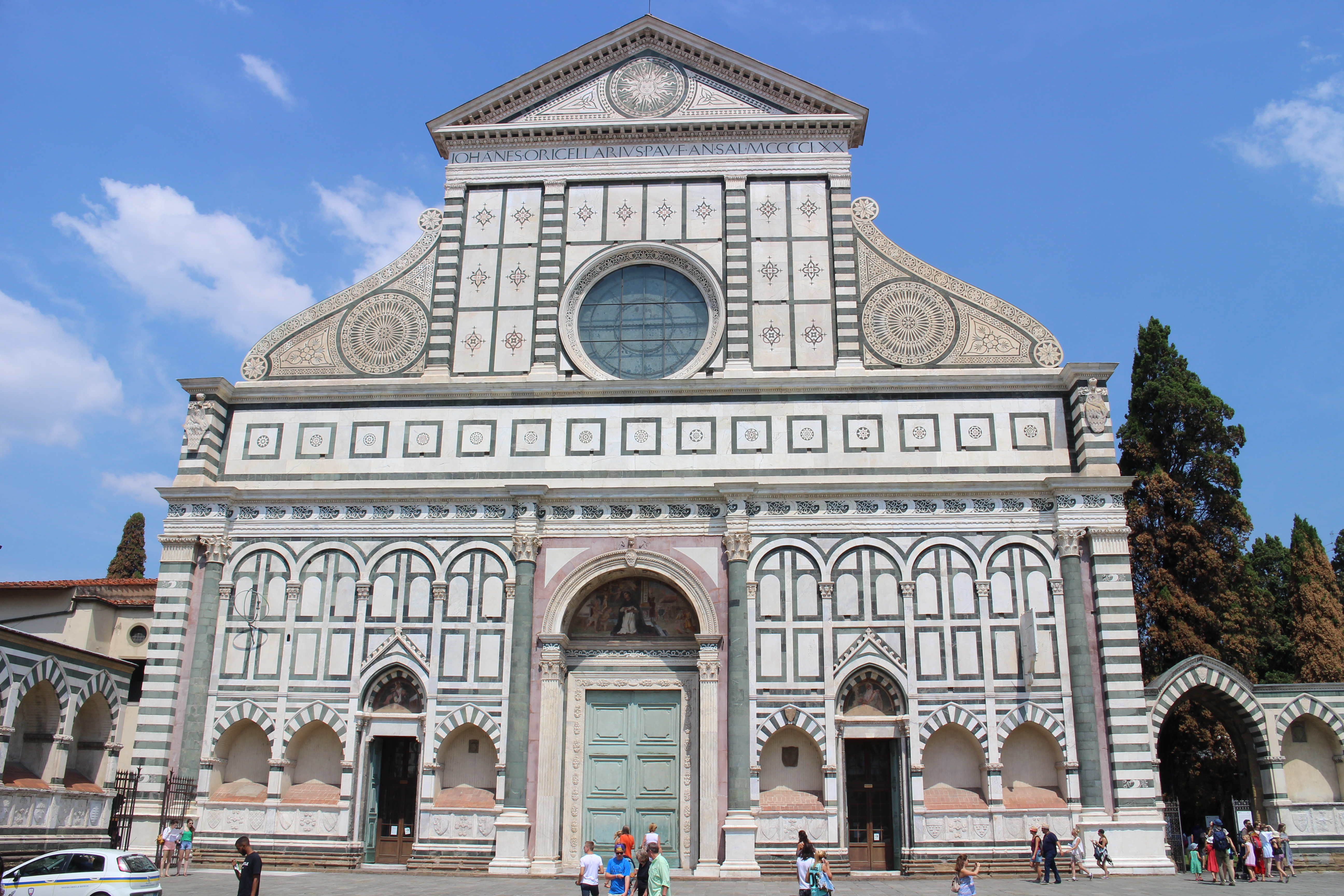
サンタ・マリア・ノヴェッラ教会

サンタ・マリア・ノヴェッラ教会（イタリア語: Basilica di Santa Maria Novella）は、イタリアのフィレンツェで最も重要な教会の一つである。

## 歴史
1219年、フラ・ジョヴァンニ・ダ・サレルノに導かれた12人のドメニコ会修道士がボローニャからフィレンツェへやってきた。1221年、彼らは小さなサンタ・マリア・デッレ・ヴィーニェ教会（ぶどう畑の聖母マリア教会）を入手した。当時この地は市壁の外に位置しており、教会の名が意味する通り、この地域は耕作地だった。1049年、もしくは別の史料によれば1094年に聖別されたこの小さな教会は元来、大聖堂参事会員の所有であった。
1242年、フィレンツェのドメニコ会共同体は新しくより大きな建物へと教会を改築することを決定し、1246年には改修工事に経済的援助をした者に対し贖宥（罪を教会が免除すること）する許可を教皇から獲得した。1279年10月18日、聖ルカの祝祭日にゴンディ家礼拝堂において礎石を敷く儀式が行われ、ラティーノ・マラブランカ・オルシーニ枢機卿（1235－1294）が聖別した（改修工事は既に開始されていたとはいえ）。新しい教会は南側にファサード（正面）をもつ構造となった。建設は14世紀半ばに完了した。建築計画には、史料によって記録が大幅に異なるが、二人のドメニコ会士フラ・シスト・ダ・フィレンツェとフラ・リストーロ・ダ・カンピが携わり、建設自体にはフラ・ヤコポ・パッサヴァンティも参加した。他方、教会建設の後に実施された鐘楼と修道院の建設はフラ・ヤコポ・タレンティに帰される。教会建設自体は14世紀半ばに完了したものの、1420年になってようやく正式に教皇マルティヌス5世により聖別された。
ルチェッライ家の委嘱により、レオン・バッティスタ・アルベルティは大きな中央扉、エンタブラチュア、ファサード上部の意匠を考案し、白色と緑色（蛇紋石）の大理石に飾られた美しいファサードは1470年に完成した。
1565年から1571年に開催されたトレント公会議以降、教会はジョルジョ・ヴァザーリの指揮下で改装され、聖歌隊席の囲いが外され、側廊を飾る祭壇画が改められた。1575年から1577年までにジョヴァンニ・アントニオ・ドシオによりガッディ家礼拝堂が建設された。1858年から1860年にかけて更なる改装が建築家エンリコ・ロモリによりなされた。
2000年の聖年に向けて、1999年には重要な改修工事がなされ、さらに2006年4月から2008年3月にかけてファサードの修復が行われた。
2001年3月からは入場料が課されている。

## ファサード
サンタ・マリア・ノヴェッラ教会の大理石ファサードは、ルネサンス以前に建設が開始され、ようやく1920年に完成したとはいえ、フィレンツェ・ルネサンス期の最も重要な建築作品の一つに数えられる。
着工は1350年頃、2年前に没したトゥリーノ・デル・バルデーゼなる人物の遺産のお陰でファサード下部が白色と緑色の大理石により化粧されたことに遡る。上部の丸窓は1367年に開けられた。
改修工事は中断されていたが、1439年からサンタ・マリア・ノヴェッラ修道院にて開催されたフィレンツェ公会議において、ファサードを完成する策を講じる必要性が強調された。それから20年後、裕福な商人ジョヴァンニ・ディ・パオロ・ルチェッライが建築家レオン・バッティスタ・アルベルティにファサード計画を委嘱したのである。
1458年から1478年、ファサードの残りの部分が色大理石に覆われた。
上部アーキトレーブにはジョヴァンニ・ルチェッライの名と完成時期1470年を表すラテン語銘文が次のように刻まれている： IOHA(N) NES ORICELLARIUS PAV(LI) F(ILIUS) AN(NO) SAL(VTIS) MCCCCLXX （パオロの息子、ジョヴァンニ・ルチェッライ、1470年）。エンタブラチュアには、ジョヴァンニ・ルチェッライの紋章（エンブレム）である風に膨らんだ帆とロープが含まれている。この紋章はルチェッライ家の宮殿、同家のロッジャ、さらには旧サン・パンクラツィオ教会の小神殿（ジョヴァンニ・ルチェッライの墓廟）にも見られる。
ファサードの下層は、14世紀の色大理石を用いた幾何学的デザインで、一見バッティスティロやサン・ミニアート・アル・モンテ聖堂にみられるようなフィレンツェの古典的、ロマネスク的な様式を想起させるが、先の尖った両脇の入口部分と、隣の墓地の壁へと連続する先頭アーチと盲アーケードはゴシックのエレメントである。
ファサード上層は、ルチェッライ家のためにレオン・バッティスタ・アルベルティが設計したもので、ゴシックのエレメントを利用しつつ、下層と一体化した古典的傑作である。
4つの付柱を用いてファサード上層を分節し、その上に中央に太陽が描かれたティンパヌムを載せたことで、下層の半円アーチをコリント式の付柱が支える中央入口部分と共に、ルネサンス建築の完成型を示すものとなった。
ファサードには、1572年にドメニコ会修道士で天文学者のエニツィオ・ダンティが取り付けた、右側のグノモン（日時計の影を投げる指時針）と左側のアーミラリー天球（渾天儀）という二つの科学的装置がある。

## 聖堂内部
サンタ・マリア・ノヴェッラ教会はフィレンツェにおいてゴシック様式が適用された最初の建築物であり、特にシトー会のゴシック建築の典型的特徴が見られる。とはいえ、新しい建築様式は独自に解釈され、その後の宗教建築に大きな影響を与えた。
全長99，20メートル、幅23，20メートルから成り、翼廊は最大で61，54メートルに達する。T字形の建築平面は三身廊に分かれている（三廊式）。柱はアーチとクロス・ヴォールトを支えるが、6つの柱間は祭壇に近づくにつれ15mあまりから11.5mほどまで幅が狭くなるよう配置されていて、錯覚により実際よりも聖堂が大きく見えるよう計算されている。
大きな障壁が聖職者だけが立ち入ることができる聖堂内陣と、信者が入ることのできた身廊との間を分けていたが、トスカーナ大公コジモ1世の命によりジョルジョ・ヴァザーリの指揮下で1565年から1571年に実施された改装中にこの仕切りは外された。
12年の歳月を掛けて修復されたジョットの≪キリスト磔刑≫（1290年頃制作）は、1421年まで設置されていたと考えられる中央身廊の最奥、地上45メートルの高さに2001年に設置された。
14世紀から15世紀にかけて制作されたステンドグラスのうち、重要な作例は≪聖母子もしくは聖ヨハネ≫と≪聖ピリポ≫である。両作品共にフィリッピーノ・リッピの意匠により制作され、ストロッツィ家礼拝堂を飾っている。また、ファサードを飾る≪聖母戴冠と踊る天使たち≫を表すバラ窓と≪預言者達≫を表す額は、アンドレア・ディ・ボナイウーティの意匠で1365年から1367年に制作されたものである。

### 側廊

#### 左側廊の祭壇
- 第1祭壇：サンティ・ディ・ティート≪ラザロの復活≫
- 第2祭壇：アレッサンドロ・アッローリ≪井戸のサマリア人女性≫
- 第3祭壇：マザッチョ作≪聖三位一体≫
- 説教譚：1443年にルチェッライ家の委嘱で、フィリッポ・ブルネッレスキが意匠を考案し、その息子アンドレア・カヴァルカンティ通称ブッジャーノが説教譚を構成する4枚の薄肉彫パネルを制作した。そこには聖母マリアの生涯が表されている。
- 第4祭壇：ジョルジョ・ヴァザーリ≪キリストの復活と四聖人≫
- 第5祭壇：ベルナルディーノ・ポッチェッティ≪聖女カテリーナの生涯≫
- 第6祭壇：アレッサンドロ・アッローリ≪聖ヒヤキントゥス≫

#### 右側廊の祭壇
- 第1祭壇：ジローラモ・マッキエッティ≪聖ラウレンティウスの殉教≫(1573年）
- 第2祭壇：ジョヴァン・バッティスタ・ナルディーニ≪キリストの生誕≫（1577年）
- 第3祭壇：ジョヴァン・バッティスタ・ナルディーニ≪神殿奉献≫
- 第4祭壇：ジョヴァン・バッティスタ・ナルディーニ≪キリスト降架≫
- 第5祭壇：ヤコポ・コッピ通称イル・デル・メーリオ≪サン・ヴィンチェンツォ・フェッレールの説教と救世主≫
- 第6祭壇：ヤコポ・リゴッツィ≪童子を蘇生される聖ライモンド≫（1620－1623年）

### 翼廊
翼廊には、中央身廊の幅とほぼ同寸の幅をもつ大きな主礼拝堂が中央に配され、左右にはその半分ほどの大きさの二つの礼拝堂が各々配されている。
さらに、左右側面には二つの礼拝堂があり、左の礼拝堂は聖具室に、右の礼拝堂はデッラ・プーラ礼拝堂に接続している。

#### 翼廊の礼拝堂

##### 主礼拝堂
トルナブォーニ家の礼拝堂とも呼ばれる主礼拝堂は、サンタ・マリア・ノヴェッラ聖堂の中央、大祭壇の背後に位置している。中央の≪十字架磔刑≫はジャンボローニャによるブロンズ彫刻である。内陣にはドメニコ・ギルランダイオによるきわめて貴重なフレスコ画連作が残されており、ギルランダイオの工房にいた若きミケランジェロ・ブォナッローティも制作に携わったと考えられている。左右の壁面には≪聖母マリアの生涯≫と≪聖ヨハネの生涯≫が、15世紀当時のフィレンツェの身だしなみをした実在の人物像（注文主やその家族）で表されている。後方壁面には≪異教の本を葬る聖ドメニコ≫、≪聖ピエロの殉教≫、≪受胎告知≫、≪砂漠の聖ヨハネ≫が表されている。穹窿天井には四人の福音記者の姿がある。
多色ステンドグラスはギルランダイオの意匠に基づいてアレッサンドロ・アゴランティにより1492年に制作された。

##### 右の礼拝堂1
フィリッポ・ストロッツィの礼拝堂は主礼拝堂の右隣に位置し、≪使徒聖ピリポの生涯≫と≪福音記者ヨハネの生涯≫を主題とする画家フィリッピーノ・リッピの手になる素晴らしいフレスコ画連作に飾られている。
右壁面には≪ヒエラポリスの神殿からドラゴンを追い出す聖ピリポ≫、半月型装飾には≪聖ピリポの十字架磔刑≫が表されている。
左壁面には≪ドルシアナを蘇生される福音記者ヨハネ≫と≪福音記者ヨハネの殉教≫、半月型装飾には≪アダム≫、≪ノエ≫、≪アブラハム≫、≪ヤコブ≫が描かれている。
祭壇の後ろには、ベネデット・ダ・マイアーノによるフィリッポ・ストロッツィの墓廟が置かれている。

##### 右の礼拝堂2
続く礼拝堂はバルディ家の礼拝堂であり、大聖グレゴリウスに捧げられている。祭壇画はジョルジョ・ヴァザーリ作≪ロザリオの聖母≫（1568年）である。

##### 右の礼拝堂3
右側面に位置する礼拝堂は、ルチェッライ家の礼拝堂であり、造営は14世紀に遡る。かつてこの場所には、現在ウフィッツィ美術館に展示されているドゥッチョ・ディ・ブオニンセーニャの≪ルチェッライ家の聖母≫が設置されていた。

##### 左の礼拝堂1
主礼拝堂の左隣に位置するのは、建築家ジュリアーノ・ダ・サンガッロの意匠になるゴンディ家礼拝堂である（1503年）。ここには、大聖堂の丸屋根を建設したことで名高い建築家フィリッポ・ブルネッレスキによる唯一現存する木彫作品である≪キリスト磔刑≫が設置されている。ヴァザーリの伝えるところでは、ブルネッレスキは、ドナテッロの≪キリスト磔刑≫（サンタ・クローチェ教会蔵）に対抗してこの作品を制作したのだという。

##### 左の礼拝堂2
続く礼拝堂は、ミケランジェロの弟子、建築家ジョヴァンニ・アントニオ・ドシオ（1533－1611年）の設計によるガッディ家礼拝堂である(1570－1577年）。当時ローマで用いられていた建築様式である、大理石と準貴石を組み合わせたフィレンツェで最初の礼拝堂として同時代人から称賛された。ここにはブロンズィーノとその弟子アレッサンドロ・アッローリによる絵画作品とフレスコ画が見られる。

##### 左の礼拝堂3
左側面に位置しルチェッライ家の礼拝堂と対を成すのはマントヴァのストロッツィ家（15世紀にマントヴァに追放されたストロッツィ家の傍系）の礼拝堂である。フレスコ画装飾は1350年～1357年に遡る。

## 修道院
教会には修道院と3つの大きな回廊が隣接している。緑の回廊、スペイン人大礼拝堂、食堂は今日サンタ・マリア・ノヴェッラ美術館の一部として一般に公開されている。

### 緑の回廊
緑の回廊は1350年以降にフラ・ヤコポ・タレンティにより建設され、画家パオロ・ウッチェッロにより15世紀前半にフレスコ画で装飾された。

### スペイン人大礼拝堂
緑の回廊の北側に位置するスペイン人大礼拝堂も同じくフラ・ヤコポ・タレンティにより建設され、1367年から1369年にかけてアンドレア・ボナイウティによりフレスコ画で装飾された。

### 旧食堂
旧食堂は現在美術館として教会に所縁のある美術品が多数展示されている。

### 死者の回廊
2012年以降、一般に公開されている。